# The Bee Gees Sing and Play 14 Barry Gibb Songs
The Bee Gees Sing and Play 14 Barry Gibb Songs släpptes i november 1965 på skivbolaget Leedon och var den brittisk-australiensiska popgruppen Bee Gees första album utgivet i Australien.
Bee Gees första album är i stort sett en samling av tidigare utgivna singlar och några nyare inspelade låtar.

## Låtlista
Sida 1
1. I Was a Lover, a Leader of Men
2. I Don't Think It's Funny
3. How Love Was True
4. To Be Or Not To Be
5. Timber
6. Claustrophobia
7. Could It Be

Sida 2
1. And The Children Laughing
2. Wine and Women
3. Don't Say Goodbye
4. Peace of Mind
5. Take Hold of That Star
6. You Wouldn't Know
7. Follow The Wind